# Předseda vlády Maďarska
Předseda vlády Maďarska (maďarsky: Magyarország miniszterelnöke) je hlavou vlády Maďarska. Je jmenován prezidentem Maďarska a formálně volen Národním shromážděním. Podle ústavy je prezident povinen jmenovat premiérem vůdce politické strany, který získá většinu křesel v parlamentu. Pokud neexistuje žádná strana s většinou, prezident uspořádá jednání s vůdci všech stran zastoupených v parlamentu a nominuje osobu, která s největší pravděpodobností získá většinu. Ta je poté do funkce formálně zvolena prostou většinou hlasů parlamentu.
Titul maďarského předsedy vlády v maďarštině je miniszterelnök. Kořeny funkce se obvykle hledají v roce 1848, kdy byl během maďarské revoluce do čela místní vlády postaven Lajos Batthyány. Po pádu revoluce byla však pozice obnovena až roku 1867, po rakousko-uherském vyrovnání. Za předchůdce moderních premiérů lze považovat palatiny Uherského království (maďarsky nádorispán, nádor, slovensky: nádvorný župan, nádvorník). Tato funkce existovala od 11. století. Premiér sídlí od roku 2019 v budově bývalého kláštera karmelitánů na Budínském hradě. Předtím měli maďarští premiéři kanceláře v budově parlamentu a v jeho okolí na Kossuthově náměstí.